# Condado de Jackson (Geórgia)
O Condado de Jackson é um dos 159 condados do Estado americano de Geórgia. A sede do condado é Jefferson, e sua maior cidade é Jefferson. O condado possui uma área de 888 km², uma população de 41 589 habitantes, e uma densidade populacional de 47 hab/km² (segundo o censo nacional de 2000). O condado foi fundado em 11 de fevereiro de 1796.